# Agrégation de géographie
L'agrégation de géographie est un concours public en France, instauré en 1943. Comme pour toute agrégation depuis 2010, il faut être titulaire d'une maîtrise, d'un master ou d'un CAPES (validé) pour pouvoir s'y présenter.

## Historique
En France, de 1831 à 1943, il existe une seule agrégation d'histoire et géographie, réservée aux hommes, puis une agrégation féminine d'histoire. Cependant, depuis les années 1880, certains géographes (Drapeyron, Demangeon, Vidal de la Blache) réclament un concours séparé pour leur discipline.
En négociant avec les historiens et géographes (universitaires et inspecteurs généraux) et le ministre de l'Éducation nationale (Jérôme Carcopino, puis Abel Bonnard), le géographe parisien Emmanuel de Martonne obtient, en 1941 et 1943, la création d'un concours de recrutement spécifique en géographie, de même qu'une licence autonome de géographie. À partir de 1944, il existe donc deux concours distincts : une agrégation d'histoire (une pour les hommes, une pour les femmes) et une agrégation de géographie, qui a alors la particularité d'être mixte quoique non égalitaire entre les candidats des deux sexes. Les femmes sont admises avec un classement séparé, comme pour l'agrégation des sciences naturelles, et leur place est très limitée : seules deux candidates peuvent être admises, et elles doivent avoir autant de points que le dernier des candidats masculins. En 1959, les femmes obtiennent cinq places à l'agrégation, à la demande de Georges Chabot.
Les premières épreuves de l'agrégation de géographie se déroulent en 1944, en pleine Seconde Guerre mondiale dans la France occupée. Le régime de Vichy impose plusieurs membres du jury ; Emmanuel de Martone en est le président. Sept candidats (sur 45) sont reçus en 1944 (six hommes et une femme), et l'année suivante, huit (sur 71). En 1945, la discussion après la leçon est supprimée et l'explication de carte topographique est imposée à tous les candidats.
Cette nouvelle agrégation n'est pas bien perçue dans le milieu académique et est critiquée par plusieurs géographes, comme Paul Veyret ou Raoul Blanchard, qui lui reprochent une hyper spécialisation et la suppression de la dualité, typique de l'enseignement français, de l'histoire couplée à la géographie. D'autres géographes défendent au contraire cette agrégation spécifique.
En 1970, une agrégation féminine de géographie est créée : il y a désormais deux agrégations (féminine et masculine) d'histoire et deux agrégations (féminine et masculine) de géographie.

## Épreuves
Avant la réforme du concours en 2002, les épreuves étaient les suivantes (avec des modifications selon les époques) :
Épreuves écrites d'admissibilité : 
- Une dissertation de géographie physique, durée 7 heures, coefficient 1.
- Une dissertation de géographie humaine, durée 7 heures, coefficient 1.
- Une dissertation de géographie régionale, durée 7 heures, coefficient 1.
- Une dissertation d'histoire, durée 7 heures, coefficient 1.

Épreuves orales d'admission : 
- Une leçon de géographie hors-programme, coefficient 3.
- Un commentaire de carte, coefficient 3.
- Une leçon d'histoire, coefficient 2.

## Le concours externe

### Épreuves d'admissibilité
| Épreuve | Durée  | Coefficient |
| 1. Dissertation de géographie thématique                                                                             | 7 h 00 | 1           |
| 2. Dissertation de géographie des territoires                                                                        | 7 h 00 | 1           |
| 3. Épreuve sur dossier (3 options : "Aménagement" ; "Milieux et environnement" ; "Espaces, territoires et sociétés") | 7 h 00 | 1           |
| 4. Dissertation d'histoire                                                                                           | 7 h 00 | 1           |

### Épreuves d'admission
Les épreuves orales sont accessibles, comme pour tous concours, aux seuls candidats admissibles, c'est-à-dire ayant franchi la "barre" des épreuves écrites. Les oraux sont publics. Peuvent donc y assister d'autres candidats, des futurs agrégatifs , etc.. Les commentaires et leçons doivent idéalement durer 30 min, l'entretien occupant théoriquement les 25 min restantes.
Trois épreuves sont proposées pour lesquelles les candidats disposent de 6 heures de préparation :
| Épreuve                                   | Préparation | Durée  | Coefficient |
| 1. Commentaire de documents géographiques | 6 h 00      | 0 h 55 | 3           |
| 2. Leçon hors-programme de géographie     | 6 h 00      | 0 h 55 | 3           |
| 3. Commentaire de documents historiques   | 6 h 00      | 0 h 55 | 3           |

Les épreuves orales se déroulent à Paris ; pour la géographie, à l'Institut de Géographie et, pour l'histoire à l'Université de la Sorbonne.
Une bibliographie et les livres correspondants sont fournis aux candidats pour la leçon hors-programme. Ceux-ci peuvent demander plusieurs ouvrages supplémentaires, à condition qu'ils en connaissent les références (l'accès au catalogue électronique des bibliothèques est interdit). Si la bibliographie est fournie avec le sujet, les ouvrages sont quant à eux transmis 30 minutes après le début de l'épreuve.
Aucun document supplémentaire n'est autorisé lors de l'épreuve du commentaire de documents géographiques, excepté des atlas ou des cartes (cartes plus anciennes), qui ne doivent en aucun cas faire partie du commentaire oral.
Une bibliothèque sélectionnée est disponible pour les candidats pendant l'épreuve de commentaire de documents historiques, dans la salle de préparation. Les ouvrages ont été sélectionnés par le jury afin d'aider les candidats. Ces derniers peuvent demander des ouvrages supplémentaires. Cette bibliothèque peut se visiter la veille de l'épreuve, après les oraux de la journée.

### Programmes
Chaque année les questions sont renouvelées par moitié et restent donc deux ans au programme. Depuis la session de 2009, la question permanente de géographie des territoires sur la France a vu changer son intitulé : "Aménager les territoires en France". Ce changement tient compte des évolutions épistémologiques de la géographie mais aussi du peu d'enthousiasme de l'ancien intitulé ("la France et ses régions, en Europe, DROM compris") de la part des candidats pour un thème considéré comme trop vaste. Pour la session 2017, l'intitulé a encore changé pour s'intéresser aux marges : " La France des marges "

#### Programme de la session 2026
- Géographie thématique
  - L'Etat, objet géographique (question nouvelle)
  - Environnements : approches géographiques
- Géographie des territoires
  - Le Pacifique (question nouvelle)
  - Les littoraux en France
- Histoire
  - Histoire médiévale : Église, société et pouvoir dans la chrétienté latine (910-1274)
  - Histoire contemporaine : Vivre à la campagne en France, de 1815 aux années 1970 (question nouvelle)

#### Programme de la session 2025
- Géographie thématique
  - Géographie du politique
  - Environnements : approches géographiques
- Géographie des territoires
  - L'Amérique latine
  - Les littoraux en France (question nouvelle)
- Histoire
  - Histoire médiévale : Église, société et pouvoir dans la chrétienté latine (910-1274) (question nouvelle)
  - Histoire contemporaine : L’Empire colonial français en Afrique : métropole et colonies, sociétés coloniales, de la conférence de Berlin (1884-1885) aux Accords d’Evian de 1962

#### Programme de la session 2024
- Géographie thématique 
  - Géographies du politique
  - Environnements : approches géographiques (nouvelle question)

- Géographie des territoires 
  - L'Amérique latine
  - Population, peuplement et territoires en France

- Histoire 
  - Histoire médiévale et moderne : La construction de l'Etat monarchique français (1380-1715)
  - Histoire contemporaine : L’Empire colonial français en Afrique : métropole et colonies, sociétés coloniales, de la conférence de Berlin (1884-1885) aux Accords d’Evian de 1962 (nouvelle question)

#### Programme de la session 2023
- Géographie thématique 
  - Géographies du politique
  - Frontières

- Géographie des territoires 
  - L'Amérique latine
  - Population, peuplement et territoires en France

- Histoire 
  - Histoire médiévale et moderne : La construction de l'Etat monarchique français (1380-1715)
  - Histoire contemporaine : Le travail en Europe occidentale des années 1830 aux années 1930. Mains d'oeuvre artisanales et industrielles, pratiques et questions sociales

#### Programme de la session 2022
- Géographie thématique 
  - Géographies du politique (nouvelle question)
  - Frontières

- Géographie des territoires 
  - L'Amérique latine (nouvelle question)
  - Population, peuplement et territoires en France (nouvelle question)

- Histoire 
  - Histoire ancienne : Pouvoir et religion dans le monde romain (218 av. J-C / 250 ap. J-C)
  - Histoire contemporaine : Le travail en Europe occidentale des années 1830 aux années 1930. Mains d'oeuvre artisanales et industrielles, pratiques et questions sociales

#### Programme de la session 2021
- Géographie thématique 
  - Frontières (nouvelle question)
  - La nature : objet géographique

- Géographie des territoires 
  - Les espaces ruraux en France
  - L'Asie du Sud Est

- Histoire 
  - Histoire ancienne : Pouvoir et religion dans le monde romain (218 av. J-C / 250 ap. J-C) (nouvelle question)
  - Histoire contemporaine : Le travail en Europe occidentale des années 1830 aux années 1930. Mains d'oeuvre artisanales et industrielles, pratiques et questions sociales (nouvelle question)

#### Programme de la session 2020
- Géographie thématique 
  - Les espaces du tourisme et des loisirs
  - La nature : objet géographique

- Géographie des territoires 
  - Les espaces ruraux en France
  - L'Asie du Sud-Est (nouvelle question)

- Histoire 
  - Histoire moderne : État, pouvoirs et contestations dans les monarchies françaises et britanniques et dans leurs colonies américaines (vers 1640-vers 1780)
  - Histoire contemporaine : Culture, médias, pouvoirs aux États-Unis et en Europe Occidentale (1945-1991)

#### Programme de la session 2019
- Géographie thématique 
  - Les espaces du tourisme et des loisirs
  - La nature : objet géographique

- Géographie des territoires 
  - Les espaces ruraux en France (nouvelle question)
  - L'Afrique du Sahel et du Sahara à la Méditerranée

- Histoire 
  - Histoire moderne : État, pouvoirs et contestations dans les monarchies françaises et britanniques et dans leurs colonies américaines (vers 1640-vers 1780) (nouvelle question)
  - Histoire contemporaine : Culture, médias, pouvoirs aux États-Unis et en Europe Occidentale (1945-1991) (nouvelle question)

#### Programme de la session 2018
- Géographie thématique 
  - Les espaces du tourisme et des loisirs (nouvelle question)
  - La nature : objet géographique (nouvelle question)

- Géographie des territoires 
  - La France des marges
  - L'Afrique du Sahel et du Sahara à la Méditerranée (nouvelle question)

- Histoire 
  - Histoire moderne : Sciences, techniques, pouvoirs et sociétés du XVIe siècle au XVIIIe siècle (période de la Révolution française exclue) en Angleterre, France, Pays-Bas/Provinces Unies et péninsule italienne
  - Histoire contemporaine : Le Moyen-Orient de 1876 à 1980

#### Programme de la session 2017
- Géographie thématique
  - Géographie des mers et des océans
  - Représenter l'espace

- Géographie des territoires
  - La France des marges (nouvelle question)
  - L'Union Indienne

- Histoire
  - Histoire moderne : Sciences, techniques, pouvoirs et sociétés du XVIe siècle au XVIIIe siècle (période de la Révolution française exclue) en Angleterre, France, Pays-Bas/Provinces Unies et péninsule italienne (nouvelle question)
  - Histoire contemporaine : Le Moyen-Orient de 1876 à 1980 (nouvelle question)

#### Programme de la session 2016
- Géographie thématique
  - Géographie des Mers et Océans
  - Représenter l'espace

- Géographie des territoires
  - La France : mutations des systèmes productifs
  - L'Union Indienne (nouvelle question)
- Histoire
  - Histoire ancienne : Le monde romain de 70 av. J.C. à 73 ap. J.C
  - Histoire contemporaine : Citoyenneté, république, démocratie en France de 1789 à 1899

#### Programme de la session 2015
- Géographie thématique
  - Géographie des Mers et Océans (nouvelle question)
  - Représenter l'espace

- Géographie des territoires
  - La France : mutations des systèmes productifs
  - Canada, États-Unis, Mexique
- Histoire
  - Histoire ancienne : Le monde romain de 70 av. J.C. à 73 ap. J.C (nouvelle question)
  - Histoire contemporaine : Citoyenneté, république, démocratie en France de 1789 à 1899 (nouvelle question)

#### Programme de la session 2014
- Géographie thématique
  - Géographie des conflits
  - Représenter l'espace
- Géographie des territoires
  - La France : mutations des systèmes productifs (nouvelle question)
  - Canada, États-Unis, Mexique
- Histoire médiévale : Guerre et société (Royaume de France, royaume d’Écosse, royaume d’Angleterre, marges occidentales de l’Empire) vers 1270 – vers 1480
- Histoire contemporaine : Les sociétés coloniales : Afrique, Antilles, Asie (années 1850 – années 1950)

#### Programme de la session 2013
- Géographie thématique
  - Géographie des conflits.
  - Représenter l’espace.
- Géographie des territoires
  - La France en villes.
  - Canada, États-Unis, Mexique.

- Histoire médiévale : Guerre et société (Royaume de France, royaume d’Écosse, royaume d’Angleterre, marges occidentales de l’Empire) vers 1270 – vers 1480.
- Histoire contemporaine : Les sociétés coloniales : Afrique, Antilles, Asie (années 1850 – années 1950).

#### Programme de la session 2012
- Géographie thématique
  - Les mobilités.
  - Géographie des conflits.
- Géographie des territoires
  - La France en villes.
  - L'Europe.

- Histoire moderne : Les circulations internationales en Europe (1680/1780).
- Histoire contemporaine : Le monde britannique de 1815 à 1931.

#### Programme de la session 2011
- Géographie thématique
  - Nourrir les hommes.
  - Les mobilités.
- Géographie des territoires
  - La France en villes.
  - L'Europe.

- Histoire moderne : Les circulations internationales en Europe (1680/1780).
- Histoire contemporaine : Le monde britannique de 1815 à 1931.

#### Programme de la session 2010
- Géographie thématique
  - Nourrir les hommes.
  - Les mobilités.
- Géographie des territoires
  - La France : aménager les territoires.
  - L'Europe.

- Histoire moderne : Les affrontements religieux en Europe du début du XVIe siècle au milieu du XVIIe siècle.
- Histoire contemporaine : Le monde britannique de 1815 à 1931.

#### Programme de la session 2009
- Géographie thématique
  - Géographie et développement durable.
  - Nourrir les hommes.
- Géographie des territoires
  - La Russie.
  - La France : aménager les territoires.

- Histoire moderne : Les affrontements religieux en Europe du début du XVIe siècle au milieu du XVIIe siècle.
- Histoire contemporaine : Penser et construire l’Europe de 1919 à 1992 (hors des expériences propres au monde communiste).

#### Programme de la session 2008
- Géographie thématique 
  - La mondialisation.
  - Géographie et développement durable.
- Géographie des territoires
  - La Russie.
  - La France et ses régions en Europe et dans le monde.
- Histoire contemporaine : Penser et construire l'Europe de 1919 à 1992 (hors des expériences propres au monde communiste).
- Histoire médiévale : Le monde byzantin, du milieu du VIIIe siècle à 1204 : économie et société

#### Programme de la session 2007
- Géographie thématique
  - La mondialisation
  - Ville et environnement
- Géographie des territoires :
  - L'Amérique Latine
  - La France et ses régions

- Histoire médiévale : Le monde byzantin, du milieu du VIIIe siècle à 1204 : économie et société
- Histoire contemporaine : Les campagnes dans les évolutions sociales et politiques en Europe, des années 1830 à la fin des années 1920 : étude comparée de la France, de l’Allemagne, de l’Espagne et de l’Italie

#### Programme de la session 2006
- Géographie thématique
  - Échelles et temporalités en géographie.
  - Ville et environnement.
- Géographie des territoires
  - L'Amérique latine
  - La France et ses régions en Europe et dans le monde.
- Histoire médiévale : Les villes d’Italie du milieu du XIIe siècle au milieu du XIVe siècle : économies, sociétés, pouvoirs et cultures.
- Histoire contemporaine : Les campagnes dans les évolutions sociales et politiques en Europe, des années 1830 à la fin des années 1920 : étude comparée de la France, de l’Allemagne, de l’Espagne et de l’Italie

#### Programme de la session 2005
- Géographie thématique :
  - Échelles et temporalités en géographie.
  - Les risques.
- Géographie des territoires
  - L’Afrique
  - La France et ses régions en Europe et dans le monde.
- Histoire médiévale : Les villes d’Italie du milieu du XIIe siècle au milieu du XIVe siècle : économies, sociétés, pouvoirs, cultures.
- Histoire contemporaine : Les sociétés, la guerre et la paix de 1911 à 1946 (Europe, Russie, puis URSS, Japon, États-Unis).

#### Programme de la session 2004
- Géographie thématique : 
  - Les limites et discontinuités, et leurs implications spatiales.
  - Les risques.
- Géographie des territoires : 
  - L'Afrique.
  - La France et ses régions en Europe et dans le monde.
- Histoire moderne : La Renaissance des années 1470 aux années 1560 (envisagée dans toutes ses dimensions).
- Histoire contemporaine : Les sociétés, la guerre et la paix de 1911 à 1946 (Europe, Russie puis URSS, Japon, États-Unis).

#### Programme de la session 2003
- Géographie thématique
  - Limites et discontinuités, et leurs implications spatiales.
  - Les montagnes, objet géographique.
- Géographie des territoires
  - La Méditerranée.
  - La France et ses régions, en Europe et dans le Monde.
- Histoire contemporaine : Religions et cultures dans les sociétés et les États européens de 1800 à 1914 (Allemagne, France, Italie, Royaume-Uni dans les limites de 1914).
- Histoire moderne : La Renaissance des années 1470 aux années 1560 (envisagée dans toutes ses dimensions).

#### Programme de la session 2002
Année de la réforme du concours
- Géographie thématique 
  - Les montagnes, objet géographique.
  - Déterminisme, possibilisme, approche systémique : les causalités en géographie. (nouvelle question un an seulement au programme)
- Géographie des territoires
  - La Méditerranée.
  - La France et ses régions, en Europe et dans le Monde.
- Histoire contemporaine : Religions et cultures dans les sociétés et les États européens de 1800 à 1914 (Allemagne, France, Italie, Royaume-Uni dans les limites de 1914).
- Histoire moderne : Les monarchies espagnole et française (territoires extra-européens exclus) du milieu du XVIe siècle à 1714.

#### Programme de la session 1999
- Géographie
  - Géographie humaine des littoraux maritimes.
  - La France, aspects généraux et régionaux (y compris les départements et territoires d'outre-mer).
  - L'Europe médiane en mutation (Estonie, Lettonie, Lituanie, Pologne, Allemagne, République Tchèque, Slovaquie, Autriche, Hongrie, Roumanie).
  - Processus, rythmes et bilans de l'érosion à la surface des continents (aspects naturels et anthropiques).
- Histoire
  - Industrialisation et sociétés en Europe occidentale (Allemagne-RFA, Belgique, Luxembourg, Pays-Bas, Italie, Royaume-Uni, France) du début des années 1880 à la fin des années 1960.
  - Éducation et cultures dans l'Occident chrétien du début du XIIe siècle au milieu du XVe siècle.

### Sujets

#### Sujets de la session 2025
- Géographie thématique : 
  - La ville anthropocène

- Géographie des territoires : 
  - Forêts, cerrados, pampa : des espaces politiques en Amérique latine
- Concepts et méthodes de la géographie :
  - Option A "Espaces, territoires, sociétés" : La mobilité, objet géographique
  - Option B ''Milieux et environnement" : Les glaciers
  - Option C "Aménagement" : Les acteurs de la fabrique de la ville
- Histoire :
  - Histoire médiévale : L'Eglise et les élites dans la chrétienté latine (910-1274)

#### Sujets de la session 2024
- Géographie thématique : 
  - Systèmes productifs, environnements et territoires

- Géographie des territoires : 
  - Se déplacer en Amérique latine
- Concepts et méthodes de la géographie :
  - Option A "Espaces, territoires, sociétés" : Géographie de la santé
  - Option B ''Milieux et sociétés" : Les sécheresses dans le monde
  - Option C "Aménagement" : Patrimoine et aménagement
- Histoire :
  - Histoire médiévale et moderne : L'Etat monarchique et la guerre en France (1380-1715)

#### Sujets de la session 2023
- Géographie thématique : 
  - Villes et géographies du politique

- Géographie des territoires : 
  - Vieillir en France

- Concepts et méthodes de la géographie :
  - Option A "Espaces, territoires, sociétés" : Géographie et urbanités
  - Option B ''Milieux et sociétés" : Les petites îles tropicales face au changement climatique
  - Option C "Aménagement" : Les mobilités urbaines en France : nouvelles pratiques et enjeux d'aménagement
- Histoire :
  - Histoire contemporaine : Etre ouvrier dans une usine en Europe occidentale des années 1830 aux années 1930

#### Sujets de la session 2022
- Géographie thématique :
  - Les effets-frontières sur les territoires
- Géographie des territoires:
  - Environnement, conflits et territoires en Amérique Latine
- Concepts et méthodes de la géographie :
  - Option A "Espaces, territoires, sociétés" : Les utopies urbaines
  - Option B ''Milieux et sociétés" : Les espèces invasives, objet géographique
  - Option C "Aménagement" : Aménagement urbain et exclusion en France
- Histoire :
  - Histoire ancienne : Le prêtre et le magistrat (dans le monde romain de 218 av. J.-C. à 250 ap. J.-C.)

#### Sujets de la session 2021
- Géographie thématique :
  - Traverser les frontières
- Géographie des territoires:
  - L'Asie du Sud-Est et la mer
- Concepts et méthodes de la géographie :
  - Option A "Espaces, territoires, sociétés" : Géographie et littérature
  - Option B ''Milieux et sociétés" : Les climats urbains
  - Option C "Aménagement" : Aménager les territoires face aux risques industriels et technologiques en France.
- Histoire :
  - Histoire contemporaine : Le travail des femmes dans l'industrie et l'artisanat en Europe occidentale des années 1830 aux années 1930

#### Sujets de la session 2020
- Géographie thématique :
  - Tourisme, loisirs et nature
- Géographie des territoires : 
  - Mutations de l'agriculture et dynamiques des espaces ruraux en France
- Concepts et méthodes de la géographie : 
  - Option A "Espaces, territoires, sociétés" : Le lieu en géographie
  - Option B ''Milieux et sociétés" : La haute mer
  - Option C "Aménagement'' : L'accès à l'eau potable : quels enjeux d'aménagement?
- Histoire :
  - Histoire contemporaine : Contester le pouvoir dans la culture et les médias aux Etats-Unis et en Europe occidentale entre 1945-1991

#### Sujets de la session 2019
- Géographie thématique :
  - Les métropoles, espaces du tourisme et des loisirs
- Géographie des territoires :
  - Mobilités et recompositions territoriales en Afrique du Sahara et du Sahel à la Méditerranée
- Concepts et méthodes de la géographie :
  - Option A ''Espaces, territoires, sociétés" : La ségrégation
  - Option B ''Milieux et sociétés" : Les géomorphosites
  - Option C ''Aménagement'' : Aménager les littoraux en France : contexte, acteurs, enjeux
- Histoire :
  - Histoire moderne : Le roi, ses pouvoirs et ses sujets

#### Sujets de la session 2018
- Géographie thématique :
  - La nature en ville
- Géographie des territoires :
  - Aménager les marges en France
- Concepts et méthodes de la géographie :
  - Option A ''Espaces, territoires, sociétés" : Géographies des autochtonies dans le monde
  - Option B ''Milieux et sociétés" : Agriculture et environnement
  - Option C ''Aménagement'' : Commerce et aménagement du territoire
- Histoire :
  - Histoire moderne : Sciences, cours et institutions savantes du XVIe au XVIIIe siècle

#### Sujets de la session 2017
- Géographie thématique :
  - Naviguer sur les mers et les océans
- Géographie des territoires:
  - Habiter les marges en France
- Concepts et méthodes de la géographie :
  - Option A ''Espaces, territoires, sociétés" : Crise de migration, migration de crise
  - Option B ''Milieux et sociétés" : Terre des Hommes, terre des animaux
  - Option C ''Aménagement'' : Le nouveau découpage régional en France
- Histoire :
  - Histoire contemporaine: Les minorités au Moyen-Orient (1876-1980).

#### Sujets de la session 2016
- Géographie thématique :
  - Représenter les mers et les océans
- Géographie des territoires :
  - Croissance et inégalités en Inde
- Concepts et méthodes de la géographie
  - Option A "Espaces, territoires, sociétés" : Monde rural et ruralités
  - Option B "Milieux et sociétés" : Des vents et des Hommes
  - Option C "Aménagement" : Les plateformes aéroportuaires et les mutations du transport aérien : quels enjeux pour l'aménagement ?
- Histoire :
  - Histoire romaine : La république des Imperatores, laboratoire de formation du Principat ?

#### Sujets de la session 2015
- Géographie thématique :
  - Mers et Océans : enjeu économique et défis environnementaux
- Géographie des territoires :
  - Mutation des espaces productifs et recompositions des territoires ruraux en France
- Concepts et méthodes de la géographie
  - Option A "Espaces, territoires, sociétés" : La géographie, les géographes et la question du pouvoir
  - Option B "Milieux et sociétés" : L'Arctique, entre changements environnementaux, géopolitiques et développement durable.
  - Option C "Aménagement" : Logement et territoire : quels enjeux pour l'aménagement ?
- Histoire :
  - Histoire contemporaine : La participation des citoyens à la vie politique en France de 1789 à 1899 : principes et réalités

#### Sujets de la session 2014
- Géographie thématique :
  - Représenter la ville
- Géographie des territoires :
  - Les mobilités au Canada, aux États-Unis et au Mexique
- Concepts et méthodes de la géographie
  - Option A "Espaces, territoires, sociétés" : La nature et la ville, la nature en ville
  - Option B "Milieux et sociétés" : Les volcans : dynamiques naturelles, risques et ressources
  - Option C "Aménagement" : Les espaces péri-urbains : quels enjeux pour l'aménagement des territoires ?
- Histoire :
  - Histoire médiévale : Les populations civiles face à la guerre (Royaume de France, royaume d’Écosse, royaume d’Angleterre, marges occidentales de l'Empire vers 1270 - vers 1480)

#### Sujets de la session 2013
- Géographie thématique
  - L'eau, source de conflits[4]
- Géographie des territoires
  - Les espaces de faible densité en Amérique du Nord[5]
- Concepts et méthodes de la géographie
  - Option A "Espaces, territoires, sociétés" : Les espaces publics[6]
  - Option B "Milieux et sociétés" : Les zones humides en Europe occidentale : aménagement et gestion[7]
  - Option C "Aménagement" : L'Aménagement rural à l'épreuve du "local"[8]
- Histoire contemporaine : Les sociétés coloniales face à la guerre (des années 1850 aux années 1950)[9]

#### Sujets de la session 2012
- Géographie thématique
  - Les mobilités touristiques et leurs espaces dans le monde[10]
- Géographie des territoires
  - Les villes petites et moyennes en France[11]
- Concepts et méthodes de la géographie
  - Option A "Espaces, territoires, sociétés" : La justice spatiale[12]
  - Option B "Milieux et sociétés" : Les espaces naturels protégés : territoires de gestion de l'environnement ?[13]
  - Option C "Aménagement" : Enjeux énergétiques[14]
- Histoire moderne : Capitales et circulations en Europe des années 1680 à 1780[15]

#### Sujets de la session 2011
- Géographie thématique
  - Nourrir les hommes : les marchés, entre producteurs et consommateurs.[16]
- Géographie des territoires
  - L'Europe et la mondialisation[17]
- Concepts et méthodes de la géographie
  - Option A "Espaces, territoires, sociétés" : Antimonde et mondialisation[18]
  - Option B "Milieux et sociétés" : Les montagnes dans le monde, entre contraintes et opportunités pour les sociétés.[19]
  - Option C "Aménagement": Services publics et aménagement des territoires en France[20]
- Histoire : La puissance britannique vers 1900[21]

#### Sujets de la session 2010
- Géographie thématique : Métropoles et mobilités dans le monde
- Géographie des territoires : L'Europe, moteur des évolutions des espaces et des territoires.
- Concepts et méthodes de la géographie
  - Option A "Espaces, territoires, sociétés" : Insularité et altérité
  - Option B "Milieux et sociétés" : La biodiversité
  - Option C "Aménagement": La logique de protection dans la politique d'aménagement du territoire
- Histoire moderne : La figure de l'ennemi au temps des affrontements religieux du XVIe siècle au milieu du XVIIe siècle

#### Sujets de la session 2009
- Géographie thématique : Mutations agricoles et développement durable
- Géographie des territoires : La Russie : frontières, limites
- Concepts et méthodes de la géographie
  - Option A "Espaces, territoires, sociétés" : Les frontières constituent-elles encore des lignes de rupture du monde contemporain?
  - Option B "Milieux et sociétés" : Les inondations : dynamiques naturelles et enjeux sociétaux
  - Option C "Aménagement": Territoires fonctionnels et institutionnels : quels enjeux pour les métropoles françaises
- Histoire contemporaine : La question de la Fédération européenne 1919-1992

#### Sujets de la session 2008
- Géographie thématique : Mondialisation et énergies
- Géographie des territoires : Les dynamiques des littoraux français (DROM inclus)
- Concepts et méthodes de la géographie
  - Option A "Espaces, territoires, sociétés" : Repenser les relations ville-campagne
  - Option B "Milieux et sociétés" : Les dynamiques de l'espace littoral et de sa frontière terre-mer
  - Option C "Aménagement": Les réseaux de transport au service de l'intégration territoriale européenne
- Histoire médiévale : Aristocratie et Constantinople

#### Sujets de la session 2007
- Géographie thématique : Mondialisation et alimentation
- Géographie des territoires : La métropolisation en Amérique Latine
- Concepts et méthodes de la géographie
  - Option A "Espaces, territoires, sociétés" : Les migrations internationales dans le monde
  - Option B "Milieux et sociétés" : Le système climatique terrestre et ses évolutions : débats et enjeux sociétaux
  - Option C "Aménagement": Le pouvoir régional
- Histoire contemporaine : Travail, propriété et pouvoir dans les campagnes en France, Allemagne, Italie et Espagne, 1830-1930

#### Sujets de la session 2006
- Géographie thématique : La Nature en ville.
- Géographie territoires : Transports et développement des territoires en France.
- Concepts et méthodes de la géographie
  - Option A "Espaces, territoires, sociétés" : L'espace vécu
  - Option B "Milieux et sociétés" : Déforestation et reforestation dans le monde
  - Option C "Aménagement": Les villes nouvelles, un modèle du passé, des solutions pour le futur?
- Histoire médiévale : Villes et pouvoir souverain en Italie, du milieu du XIIe siècle au milieu du XIVe siècle.

#### Sujets de la session 2005
- Géographie thématique : Le temps en géographie.
- Géographie des territoires : L’Afrique et la mondialisation.
- Concepts et méthodes de la géographie
  - Option A "Espaces, territoires, sociétés" : Géographies du politique
  - Option B "Milieux et sociétés" : L'eau dans les régions arides et semi-arides
  - Option C "Aménagement": La reconversion industrielle
- Histoire médiévale : Élites urbaines et territoires de la ville en Italie (milieu XIIe au milieu du XIVe siècle).

#### Sujets de la session 2004
- Géographie thématique : Seuils et discontinuité dans la définition, la délimitation, la prévision et la prévention des risques et des catastrophes.
- Géographie des territoires : L’État et son territoire en Afrique, entre consolidation et fragmentation.
- Concepts et méthodes de la géographie
  - Option A "Espaces, territoires, sociétés" : Lectures géographiques du paysage
  - Option B "Milieux et sociétés" : Les milieux polaires
  - Option C "Aménagement": La place de Paris en France et en Europe, quels enjeux pour l'aménagement du territoire
- Histoire contemporaine : La mémoire de la Première guerre mondiale en Europe et en Russie/URSS pendant l’Entre-deux guerres.

#### Sujets de la session 2003
- Géographie thématique : Les conséquences spatiales des effets barrières.
- Géographie des territoires : Les espaces frontaliers de la France sont-ils des périphéries ? (Dom-Tom exclus).
- Histoire contemporaine : L’antisémitisme du début du XIXe siècle à la Première guerre mondiale en Allemagne, France, Italie et Royaume-Uni.

#### Sujets de la session 2002
- Géographie thématique : une citation de Pierre Gourou sur l’approche géographique des montagnes.
- Géographie des territoires : Le fait insulaire et les îles de la Méditerranée.
- Histoire moderne : Pouvoirs et religions dans les monarchies françaises et espagnoles, du milieu du XVIe siècle à 1714.

(Année de la réforme de l'agrégation)

#### Sujets de la session 2001
- Géographie physique : Les dynamiques spatiales des milieux forestiers.
- Géographie humaine générale : La centralité dans les très grandes villes : formes et dynamiques spécifiques.
- Géographie régionale : Les frontières chinoises.
- Histoire moderne : L’absolutisme monarchique en France et en Europe du milieu du XVIIe à 1714 : théories, mises en pratiques, résistances.

#### Sujets de la session 2000
- Géographie physique : Les milieux forestiers des façades maritimes.
- Géographie humaine générale : L’urbanisation des littoraux maritimes.
- Géographie régionale : La Chine et la France sont deux sociétés structurées depuis très longtemps par des logiques étatiques. Comment cette présence multiséculaire de l’État s’exprime-telle géographiquement dans les territoires de ces deux sociétés ?
- Histoire contemporaine : Droites et gauches face à la définition de la démocratie, aux États-Unis d’Amérique et en Europe (Allemagne puis RFA, Espagne, France, Italie, Royaume-Uni) de 1918 à 1989.

#### Sujets de la session 1999
- Géographie physique : Les crises morphogéniques.
- Géographie humaine générale : Le rôle de l’État dans les transformations des agricultures et des espaces ruraux dans les pays en voie de développement.
- Géographie régionale : Déséquilibres spatiaux et politiques d’aménagement en France et en Allemagne, étude comparée.
- Histoire médiévale : Universités et formation des élites dans l’Occident chrétien, du début du XIIIe siècle au milieu du XVe siècle.

#### Sujets de la session 1998
- Géographie physique : Les crises morphogéniques
- Géographie humaine générale : L’urbanisation des littoraux maritimes.
- Géographie régionale : La grande plaine du Nord dans les limites de l’Europe médiane
- Histoire contemporaine : Usine et mutations urbaines en Europe occidentale des années 1880 à la fin des années 1960.

#### Sujets de la session 1997
- Géographie physique : le rôle des sols et des formations végétales dans le cycle de l’eau.
- Géographie humaine générale : Intensification et spécialisation agricoles dans les pays développés.
- Géographie régionale : Exode rural et développement urbain en Afrique septentrionale et en Asie Orientale.
- Histoire médiévale : Le souverain et l’Église dans les chrétientés latine et byzantine, du début du VIIe siècle au milieu du XIe siècle.

#### Sujets de la session 1996
- Géographie physique : L’eau aux hautes latitudes.
- Géographie humaine générale : Les populations âgées dans les pays développés.
- Géographie régionale : La maîtrise de l’eau en Afrique septentrionale et en Asie occidentale.
- Histoire contemporaine : La question des nationalités dans les relations internationales en Europe de 1850 à 1914.

#### Sujets de la session 1995
- Géographie physique : Les milieux steppiques des espaces soumis aux climats semi-arides.
- Géographie humaine générale : Les espaces affectés par les migrations internationales.
- Géographie régionale : Les régions de montagne dans l’espace français.
- Histoire contemporaine : L’Afrique dans la politique des États européens de 1939 au milieu des années 1970.

### Taux de réussite
| Année | Postes | Inscrits | Présents | Admissibles | Admis | Inscrits sur liste complémentaire | Admis / présents |
| ----- | ------ | -------- | -------- | ----------- | ----- | --------------------------------- | ---------------- |
| 2024  | 33     | 340      | 143      | 67          | 33    | 0                                 | 23,08 %          |
| 2023  | 29     | 322      | 137      | 59          | 29    | 0                                 | 21,17 %          |
| 2022  | 29     | 288      | 105      | 58          | 29    | 2                                 | 27,62 %          |
| 2021  | 29     | 322      | 137      | 59          | 29    | 0                                 | 21,17 %          |
| 2020  | 28     | 416      | 146      | -           | 28    | 0                                 | 19,18 %          |
| 2019  | 28     | 459      | 163      | 57          | 28    | 0                                 | 17,18 %          |
| 2018  | 28     | 455      | 168      | 58          | 28    | 0                                 | 16,67 %          |
| 2017  | 34     | 462      | 146      | 70          | 34    | 0                                 | 23,29 %          |
| 2016  | 40     | 501      | 185      | 81          | 40    | 0                                 | 21,62 %          |
| 2015  | 38     | 395      | 167      | 74          | 38    | 0                                 | 22,75 %          |
| 2014  | 32     | 423      | 162      | 64          | 32    | 0                                 | 19,75 %          |
| 2013  | 35     | 500      | 146      | 63          | 36    | 0                                 | 23,97 %          |
| 2012  | 21     | 447      | 135      | 45          | 21    | 0                                 | 15,56 %          |
| 1945  | -      | -        | 71       | -           | 8     | -                                 | 11,26 %          |
| 1944  | -      | -        | 45       | -           | 7     | -                                 | 15,55 %          |

## Le concours interne
Il n'existe pas d'agrégation de géographie en interne mais une agrégation d'histoire et géographie.

### Programmes
Chaque année les questions sont renouvelées par moitié et restent donc deux ans au programme. En géographie, une question sur la France et ses régions en Europe et dans le monde, y compris les départements et les territoires d'outre-mer reste en permanence au programme (ce qui explique qu'il n'y a pas de nouvelle question de géographie une année sur deux).